# Juvonte Reddic
Juvonte Reddic, né le 23 mai 1992, à Winston-Salem, en Caroline du Nord, est un joueur américain de basket-ball. Il évolue au poste de pivot.

## Palmarès et distinctions

### Palmarès
- Second-team All-Atlantic 10 2013, 2014

### Distinctions personnelles
- 1 fois joueur de la semaine en championnat de Belgique[1].